# Psectrosema
Psectrosema är ett släkte av tvåvingar. Psectrosema ingår i familjen gallmyggor.

## Dottertaxa tillPsectrosema, i alfabetisk ordning[1]
- Psectrosema acuticorne
- Psectrosema album
- Psectrosema alfierii
- Psectrosema barbatum
- Psectrosema becknazarovae
- Psectrosema debskii
- Psectrosema dentipes
- Psectrosema diversicorne
- Psectrosema gagaimo
- Psectrosema grummgrzhimajloi
- Psectrosema iliense
- Psectrosema indicum
- Psectrosema mamaevi
- Psectrosema manii
- Psectrosema mitjaevi
- Psectrosema nigrum
- Psectrosema noxium
- Psectrosema parvum
- Psectrosema provinciale
- Psectrosema reticulatum
- Psectrosema squamosum
- Psectrosema tamarica
- Psectrosema tamaricinum
- Psectrosema tamaricis
- Psectrosema tamaricum
- Psectrosema turkmenicum
- Psectrosema unicorne
- Psectrosema unicornis
- Psectrosema xinjiangense